# Mackie River
Mackie River är ett vattendrag i Australien. Det ligger i delstaten Western Australia, omkring 90 kilometer öster om delstatshuvudstaden Perth.
Trakten runt Mackie River består till största delen av jordbruksmark. Trakten runt Mackie River är nära nog obefolkad, med mindre än två invånare per kvadratkilometer. Genomsnittlig årsnederbörd är 633 millimeter. Den regnigaste månaden är september, med i genomsnitt 108 mm nederbörd, och den torraste är december, med 13 mm nederbörd.